# Мутьє (Берн)
Мутьє (фр. Moutier) — місто в Швейцарії в кантоні Берн, адміністративний округ Бернська Юра.
28 березня 2021 року громада Мутьє проголосувала за відокремлення від кантону Берн і приєднання до кантону Юра, однак це рішення не набуває чинності негайно і тягне за собою тривалий процес передачі повноважень між кантональними органами влади. Остаточно Мутьє має змінити кантон на початку 2026 року.

## Географія
Місто розташоване на відстані близько 38 км на північ від Берна.
Мутьє має площу 19,6 км², з яких на 14 % дозволяється будівництво (житлове та будівництво доріг), 29,7 % використовуються в сільськогосподарських цілях, 54,9 % зайнято лісами, 1,4 % не є продуктивними (річки, льодовики або гори).

## Демографія
2019 року в місті мешкало 7385 осіб (-1,1 % порівняно з 2010 роком), іноземців було 27,1 %. Густота населення становила 377 осіб/км².
За віковим діапазоном населення розподілялося таким чином: 19,3 % — особи молодші 20 років, 58,5 % — особи у віці 20—64 років, 22,2 % — особи у віці 65 років та старші. Було 3459 помешкань (у середньому 2,1 особи в помешканні).
Із загальної кількості 3627 працюючих 40 було зайнятих в первинному секторі, 1508 — в обробній промисловості, 2079 — в галузі послуг.